# Aonidia nullispina
Aonidia nullispina är en insektsart som beskrevs av Abraham Munting 1969. Aonidia nullispina ingår i släktet Aonidia och familjen pansarsköldlöss. Inga underarter finns listade i Catalogue of Life.